# 毛叶蜂斗草
毛叶蜂斗草（学名：Sonerila yunnanensis）为野牡丹科蜂斗草属下的一个种。其种加词 yunnanensis 意为“云南的”。
现接受名为蜂斗草（Sonerila cantonensis Stapf）。